# Socorro Flores Liera

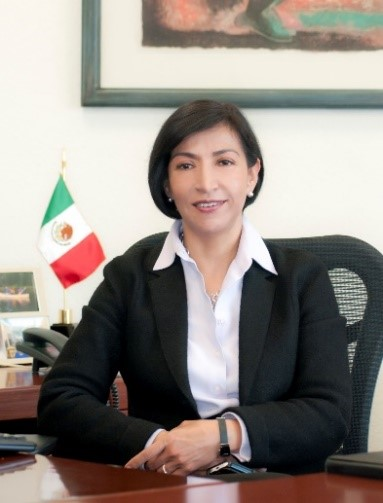
Flores Liera (2018)

María del Socorro Flores Liera  (* 15. September 1965) ist eine mexikanische Juristin und Richterin am Internationalen Strafgerichtshof.

## Leben und Wirken
Flores Liera schloss ihr 1983 an der Universidad Iberoamericana Ciudad de México begonnenes Studium der Rechtswissenschaften dort 1987 ab. Dem schloss sie ein Studium des internationalen Rechts an der Universidad Nacional Autónoma de México an, das sie 1993 abschloss. Parallel dazu ließ sie sich am Instituto Matías Romero zur Diplomatin ausbilden. 1994 trat sie in den diplomatischen Dienst Mexikos ein. In dieser Tätigkeit war sie maßgeblich an den Verhandlungen zum Beitritt Mexikos zum Römischen Statut beteiligt. Außerdem war sie mehrfach Mitglied der mexikanischen Delegation bei verschiedenen UN-Klimakonferenzen und koordinierte die jeweiligen Verhandlungen. Ab 2007 war sie in verschiedenen Positionen fest beim mexikanischen auswärtigen Sekretariat beschäftigt, unter anderem war sie Spezialberaterin für den Klimawandel, Generaldirektorin für regionale amerikanische Organisationen und Untersekretärin für Lateinamerika und die Karibik. Von 2017 bis 2021 war sie die mexikanische Botschafterin bei den Internationalen Organisationen in Genf.
Im Dezember 2020 wurde Flores Liera zur Richterin am Internationalen Strafgerichtshof gewählt. Sie trat ihre voraussichtlich neunjährige Amtszeit am 11. März 2021 an.